# Anaída Atabékova
Anaída Iósifovna Atabékova (del ruso: Анаида Иосифовна Атабекова) (1900 - 1991) fue una botánica rusa, que trabajó extensamente en la cariología y en la taxonomía del género Lupinus.

## Algunas publicaciones
- a.i. Atabekova, e.i. Usztinova. 1980. Cytology of plants, p. 327
- n.a. Maisurjan, a.i. Atabekova. 1974. Ljupin. Moskú. (en ruso)
- ------------. 1965. The mechanism of the appearance of polyploid nuclei in plants. En: Polyploidy and Selection [en ruso], Naúka, Moscú- Leningrado, pp. 129-133
- ------------. 1962. Geographical groups of lupine. Vestn. Skh. Nauki 1962 (8): 120-122. (en ruso, inglés)
- ------------. 1962. The karyological system in the genus Lupinus. Trans Moscow Soc Nat 5:238-246 (en ruso)
- ------------. 1960. Lupins. En "Problems of Evolution, Biogeography, Genetics and Selection" (DA Baranov, ed.), p. 43. Acad. Sci. URSS (en ruso)
- ------------. 1957. Polyembryony, supernumerary cotyledons and fasciation in leguminous plants. Bull. Glavnogo. Bot. Sad. (en ruso)

### Libros
- n.a. Maisuryan, a.i. Atabekova. 1978. Keys to seeds and fruits of weed plants. Moscú: Kolos. 2.ª ed. 288 pp. (en ruso)
- a.i. Atabekova, e.i. Ustinova. 1971. Tsitologiya rastenii (Citología de Plantas). 2ª ed. Moscú: Kolos (en ruso)

- La abreviatura «Atabek.» se emplea para indicar a Anaída Atabékova como autoridad en la descripción y clasificación científica de los vegetales.[1]